# エウドクソス
クニドスのエウドクソス（英: Eudoxus of Cnidus, 古代ギリシア語: Εὔδοξος ὁ Κνίδιος, Eúdoxos ho Knídios）は、紀元前4世紀の古代ギリシアのクニドス出身の数学者・天文学者。エジプトで長く暮らし、後にアテネに移住した。著作は現存せず、その仕事は後世の他の学者の引用によって現在に知られる。

## 人物・生涯
彼は紀元前4世紀ごろに天動説を唱えた。円錐の体積は、同じ半径、同じ高さの円柱の体積の3分の1になることを証明した。これらの成果は、ユークリッドの著書ユークリッド原論に記載された。
天文学者としては、地球球体説を採用し、また地球を中心に他の天体がその周りを回る天動説の立場に立った。彼によると、他の星々は各々個別の透明な球にはりついており、その球は地球を中心に速さをかえることなく回転しつづける（同心球モデル）。これによって、惑星の逆行を大雑把に説明することに成功したが、定量的な予測には至らなかった。彼の説明はアリストテレスの宇宙論に取り入れられる。
ヒッパルコスやプトレマイオスは同じ天動説に立ちながら、惑星や月、太陽の軌道の説明には、周転円やエカントに基づいた全く別の理論を用い、数値的に精度のよい予測に成功した。しかし、これらの新しいモデルはアリストテレスの自然学の原理に必ずしも充実でなく、特にエカントを実現する物理的な仕組みは誰にも想像がつかなかった。そのため、エウドクソスの同心球モデルを改良してプトレマイオスの理論を置き換えようとする動きは、一度ならずあった。特に、12世紀にイスラム圏だったスペインで起こった一連の研究は、ヘブライ語やラテン語にも翻訳され、プトレマイオス理論からの脱却を目指す動きのきっかけを与えることになる。